# Aion RT

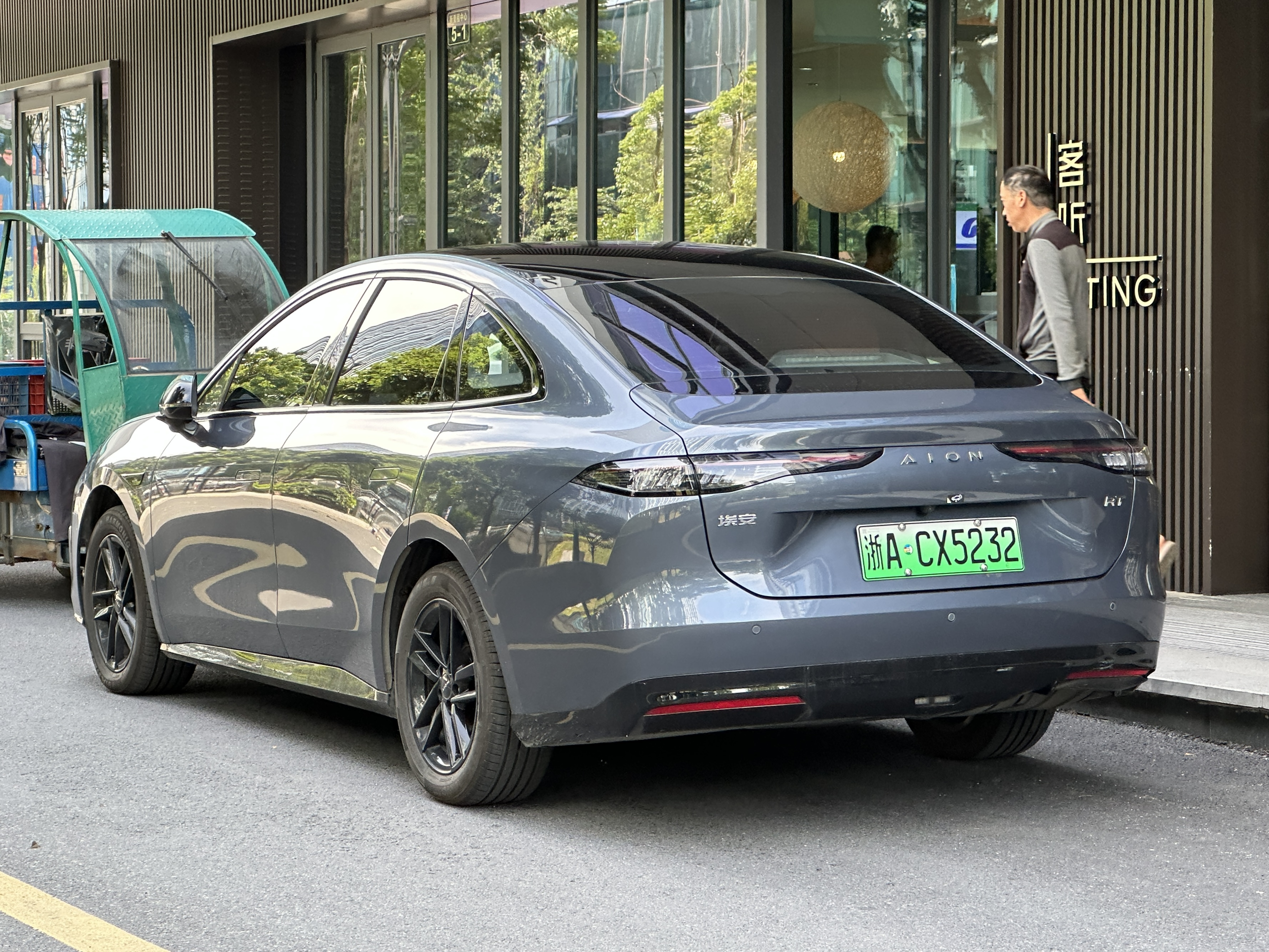
Вид сзади

Aion RT — среднеразмерный электромобиль-седан, выпускающийся с 2024 года китайским автопроизводителем GAC Aion, дочерней компанией GAC Group.

## Описание
Впервые Aion RT был представлен 15 сентября 2024 года на изображениях, опубликованных Министерством промышленности и информатизационных технологий. Предварительные продажи Aion RT начались 26 сентября 2024 года. Стартовая цена составила 119 800 юаней.

## Технические характеристики
Aion RT оснащается двумя разными двигателями: один мощностью 150 кВт (200 л. с.), а другой мощностью 165 кВт (221 л. с.). Двигатели питаются от двух литий-железо-фосфатных аккумуляторов: один ёмкостью 55,1 кВт·ч, а другой ёмкостью 68,1 кВт·ч, с запасом хода, соответственно, 520 км и 650 км по циклу CLTC.